# Longrow

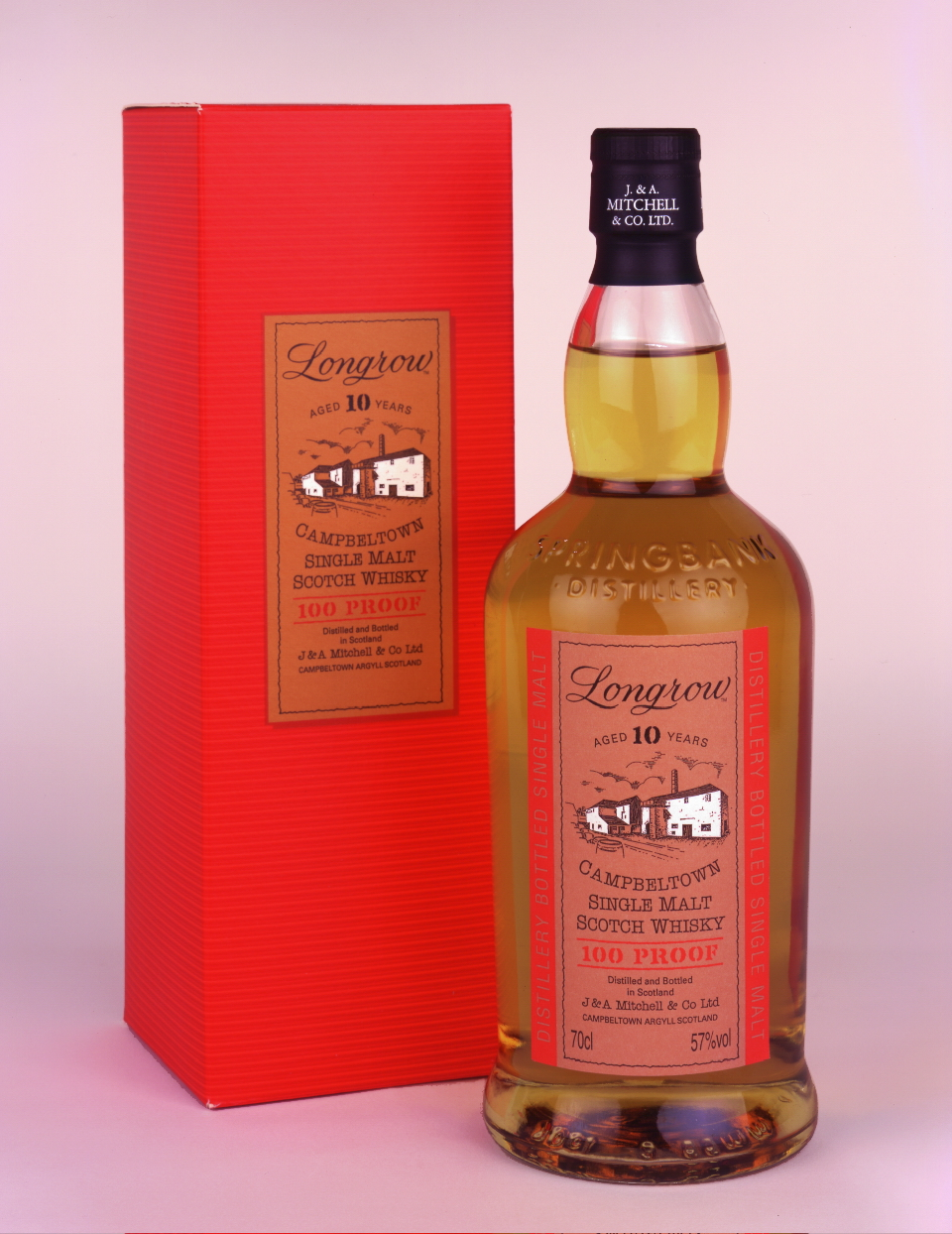
Originalabfüllung eines zehnjährigen Longrows

Longrow war eine Whiskybrennerei in Campbeltown, Argyll and Bute, Schottland.
Die Brennerei wurde im Jahre 1824 von John Beith & Co. an der gleichnamigen Straße in Campbeltown gegründet. Neben Dalaruan, Lochhead und Meadowburn war sie damit die vierte Brennerei, die in diesem Jahr in Campbeltown lizenziert wurde. 1852 gelangte sie in den Besitz von John Ross, zunächst als Teilhaber neben John Beith, später als John Ross Co., der sie bis zu seinem Tod im Jahre 1886 führte. William & James Greenlees übernahmen den Betrieb und führten ihn bis zu seiner Schließung im Jahre 1896. Die Brennerei befand sich am Wells Close zwischen Glebe Street und Longrow und grenzte direkt an die Springbank-Brennerei an. Einzelne Gebäude sind bis heute erhalten und werden von der Springbank-Brennerei beispielsweise zur Flaschenabfüllung verwendet.
Als Alfred Barnard im Rahmen seiner Whiskyreise im Jahre 1885 die Brennerei besuchte, verfügte sie über eine jährliche Produktionskapazität von 40.000 Gallonen und gehörte damit zu den kleineren Brennereien der Stadt. Es standen zwei kleine Brennblasen zur Verfügung. Es wurde ein Malt Whisky produziert.
Seit 1985 verausgabt die Brennerei Springbank einen Single-Malt-Whisky namens Longrow. Dieser wurde ab 1974 gebrannt. Dieser wird aus getorftem Malz hergestellt und zweifach destilliert, woraus ein intensiver rauchiger Whisky resultiert. Dieser ist in verschiedenen Standardabfüllungen erhältlich. Neben Longrow verausgabt Springbank auch einen dreifach destillierten Whisky aus ungetorftem Malz unter dem Namen Hazelburn.